# Jordan Hill
Jordan Craig Hill (Newberry, 27 de julho de 1987) é um jogador de basquete profissional norte-americano que atualmente defende o Minnesota Timberwolves da NBA.

## Carreira

### New York Knicks (2009-2010)
Jordan Hill foi draftado com a oitava escolha do Draft da NBA de 2009 pelo New York Knicks. Jogou apenas 29 partidas pela equipe, sendo 5 delas na Liga de Verão.

### Houston Rockets (2010-2012)
No último dia de trocas da temporada 2009-10, Hill foi trocado em uma troca tripla para o Houston Rockets, e que ainda envolveu o Sacramento Kings e os jogadores Jared Jeffries e Tracy McGrady.

### Los Angeles Lakers (2012-2015)
Novamente no última dia de trocas, dessa vez da temporada 2011-12, Hill foi envolvido mais uma vez em uma troca tripla, que também teve a participação do Dallas Mavericks. Também foi envolvido na troca o armador Derek Fisher e uma escolha de primeira rodada do draft do Dallas Mavericks. 
No dia 25 de julho de 2012, Jordan Hill assinou uma extensão de contrato com os Lakers por dois anos, no valor de $8.000.000 milhões. 
No dia 23 de março de 2014, contra o Orlando Magic, ele conseguiu sua melhor marca na temporada em pontos, marcando 28 pontos e 13 rebotes. 4 dias depois, contra o Milwaukee Bucks, ele repetiu marcando 28 pontos e 16 rebotes.

#### Estatísticas

##### Temporada regular
| Ano     | Equipe      | PJ  | PT  | MPJ  | AP   | 3P   | LL    | RT  | AS  | BR | TO | PPJ  |
| ------- | ----------- | --- | --- | ---- | ---- | ---- | ----- | --- | --- | -- | -- | ---- |
| 2009-10 | New York    | 24  | 0   | 10.5 | .446 | .000 | .714  | 2.5 | .3  | .4 | .4 | 4.0  |
| 2009-10 | Houston     | 23  | 0   | 16.2 | .532 | .000 | .660  | 5.0 | .6  | .2 | .5 | 6.4  |
| 2010-11 | Houston     | 72  | 11  | 15.6 | .491 | .000 | .706  | 4.3 | .4  | .2 | .7 | 5.6  |
| 2011-12 | Houston     | 32  | 7   | 14.7 | .504 | .000 | .641  | 4.8 | .4  | .3 | .7 | 5.0  |
| 2011-12 | L.A. Lakers | 7   | 1   | 11.7 | .467 | .000 | .625  | 4.4 | .3  | .7 | .9 | 4.7  |
| 2012-13 | L.A. Lakers | 29  | 1   | 15.8 | .497 | .000 | .656  | 5.7 | .4  | .3 | .7 | 6.7  |
| 2013-14 | L.A. Lakers | 72  | 32  | 20.8 | .549 | .000 | .685  | 7.4 | .8  | .4 | .9 | 9.7  |
| 2014-15 | L.A. Lakers | 70  | 57  | 26.8 | .459 | .273 | .738  | 7.9 | 1.5 | .4 | .7 | 12.0 |
| 2015-16 | Indiana     | 73  | 11  | 20.7 | .506 | .000 | .712  | 6.2 | 1.2 | .5 | .5 | 8.8  |
| 2015-16 | Minnesota   | 7   | 0   | 6.7  | .385 | .000 | 1.000 | 2.0 | 0.0 | .1 | .0 | 1.7  |
| Total   |             | 409 | 120 | 18.8 | .497 | .136 | .699  | 5.8 | .8  | .4 | .7 | 7.9  |

##### Playoffs
| Ano   | Equipe      | PJ | PT | MPJ  | AP   | 3P   | LL   | RT  | AS | BR | TO | PPJ |
| ----- | ----------- | -- | -- | ---- | ---- | ---- | ---- | --- | -- | -- | -- | --- |
| 2012  | L.A. Lakers | 12 | 0  | 18.1 | .434 | .000 | .688 | 6.3 | .1 | .3 | .7 | 4.8 |
| 2013  | L.A. Lakers | 3  | 0  | 10.3 | .500 | .000 | .000 | 3.7 | .3 | .0 | .7 | 3.3 |
| 2016  | Indiana     | 5  | 0  | 3.0  | .000 | .000 | .000 | 1.2 | .4 | .0 | .0 | .0  |
| Total |             | 20 | 0  | 13.2 | .424 | .000 | .688 | 4.7 | .2 | .2 | .5 | 3.4 |